# Heavy Rain
Heavy Rain é um jogo eletrônico de drama interativo e ação-aventura de 2010 desenvolvido pela Quantic Dream e publicado pela Sony Computer Entertainment para PlayStation 3. Um porte para PlayStation 4 foi lançado em 2016, ao passo que uma versão para Windows, publicada pela Quantic Dream, foi lançada em 2019. O jogo apresenta quatro protagonistas envolvidos no mistério do Assassino do Origami, um serial killer que usa longos períodos de chuva para afogar suas vítimas. O jogador interage com o jogo realizando ações destacadas na tela relacionadas aos movimentos do controle e, em alguns casos, realizando uma série de eventos de tempo rápido. As escolhas e ações do jogador durante o jogo afetam a narrativa.
O desenvolvedor David Cage escreveu o roteiro de 2.000 páginas, atuou como diretor durante os quatro anos de desenvolvimento, viajou para a Filadélfia para pesquisar o cenário e pretendia aprimorar as falhas de seu jogo Fahrenheit (2005). O compositor Normand Corbeil compôs a trilha sonora, que foi gravada no Abbey Road Studios.
Após o lançamento, Heavy Rain foi aclamado pela crítica, com elogios à sua história, impacto emocional, visual, roteiro, controles, música e reviravolta na trama. O jogo também foi um sucesso comercial, vendendo 5.3 milhões de unidades até janeiro de 2018. É considerado um dos melhores jogos eletrônicos já feitos e um exemplo do meio dos jogos eletrônicos como forma de arte.

## Personagens[3]
Há quatro principais personagens jogáveis. O jogador controla um personagem por vez.
- Ethan Mars é um arquiteto com uma esposa e dois filhos. Dois anos antes da história principal, seu filho mais velho (Jason) morreu em um acidente de carro. Ele agora está deprimido, separado de sua esposa e distante de seu outro filho, Shaun. Ethan logo descobre que Shaun foi capturado e pode se tornar a próxima vítima do Assassino do Origami, e é forçado a ir aos extremos para salvá-lo. Ele é dublado por Pascal Langdale.
- Madison Paige é uma jornalista que vive sozinha na cidade. Sofre de insônia crônica, e dorme em motéis, pois são os únicos lugares onde ela consegue dormir. Ela finalmente se vê envolvida no caso do Assassino do Origami, realizando suas próprias investigações. Ela é dublada por Judi Beecher, e sua imagem e captura de movimentos foram fornecidas por Jacqui Ainsley.
- Norman Jayden é um agente do FBI enviado para ajudar a polícia na investigação sobre o Assassino do Origami. Jayden possui um conjunto de óculos de realidade aumentada experimental chamado Interface de Realidade Adicionada, ou IRA, que o permite investigar cenas de crimes e analisar provas com mais rapidez. Ele também está lutando contra o vício de uma droga chamada "triptocaine". Ele é dublado por Leon Ockenden.
- Scott Shelby é um policial aposentado, que sofre de ataques de asma, atualmente trabalha como detetive particular. Em nome das famílias das vítimas anteriores, ele conduz sua própria investigação sobre o Assassino do Origami. Ele é dublado por Sam Douglas.

Outros personagens não jogáveis:
- Grace Mars é a esposa de Ethan, e mãe de Shaun e Jason. Depois de 6 meses da morte de Jason, ela e Ethan se separaram. Grace tem 35 anos e tem como modelo e voz Giniie Watson.
- Shaun Mars é filho de Grace e Ethan,e irmão de Jason. Shaun é vitima do Assassino do Origami. Ele é sequestrado e colocado numa espécie de poço. Todos os personagens controlavéis tentam achar Shaun Mars vivo. Para isso acontecer, eles tem de 4-5 dias e uma precipitação de 150mm.
- Paco Mendez é o proprietário de Blue Lagoon. Tem sua primeira aparição no capítulo "Sexy Girl". Ele é dublado por David Gasmam.
- Jason Mars é o filho mais velho de Ethan, que morreu num acidente de carro quando tinha 10 anos. A sua imagem e captura de movimento foi feita por Quentin de Gruttola e sua voz foi dublada por Taylor Gasman.

## Jogabilidade
A maior parte do game é em Quick Time Event. Heavy Rain é semelhante a muitos jogos de ficção interativa, exigindo que jogador mova o personagem para interagir com os objetos ou outros personagens não jogáveis para o progresso da história. As escolhas que o jogador faz ou as ações realizadas ou não realizadas afetará mais tarde cenas no jogo. Por exemplo, é possível que um personagem morra ou seja preso, e não esteja presente em uma cena mais tarde. Não há "game over" em Heavy Rain. O jogo irá progredir para uma série de finais diferentes, dependendo do desempenho do jogador, mesmo se todos os personagens se tornarem incapacitados de alguma maneira. No entanto, quando o jogo estiver completo, o jogador pode retornar a cenas anteriores e reproduzi-las, possivelmente alterando os fatos.
Na maioria das cenas, o jogador pode controlar o personagem principal, movendo-o pelo ambiente e também pode pressionar um botão para ouvir os pensamentos do personagem. Quando o jogador está perto de um objeto ou outro personagem que possa interagir, eles serão apresentados com um ícone sensível que representa o controle que eles precisam fazer. Em algumas cenas, o jogador não tem controle total sobre o personagem mas deve estar preparado para responder os comandos em tempo rápido, como uma luta corpo-a-corpo ou quando estiver dirigindo freneticamente no lado errado da estrada, se o jogador cumprir os comandos de forma incorreta eventualmente alterará a forma as futuras cenas.

## Desenvolvimento
O jogo começou a ser produzido em 2006 e foi anunciado na E3 do mesmo ano com uma demo técnica demonstrada ao público, intitulada "The Casting".

## Heavy Rain Chronicles
Trata-se de uma série prequel sobre os primeiros assassinatos do Assassino do Origami. O primeiro, O Taxidermista, foi lançado em 1º de abril de 2010 e disponibilizado para compra na Playstation Network.
O Taxidermista segue Madison em uma viagem para visitar Leland White, um taxidermista, para encontrar uma conexão com o Assassino do Origami. Encontrando sua casa vazia, Madison invade sua casa e descobre um espaço no andar de cima contendo vários cadáveres do sexo feminino, empalhados e colocados em várias posições, incluindo um cadáver morto recente em um banheiro. Após a coleta de informações, Madison ouve o som do carro de Leland, e se esconde em vários quartos da casa, antes de fugir e relatar o assassino à polícia.
O prequel teve avaliações positivas da crítica especializada tendo 75/100 no Metacritic

## Resumo das Criticas
No Metacritic a versão para Playstation 3 teve boa avaliação com 87% de avaliação. A remasterização para Playstation 4 também foi elogiada com 78% de avaliação, mas, foi criticada pelos movimentos da câmera e bugs um pouco mais frequentes que a versão de PS3. Já a versão para PC teve boa avaliação de 75% mas também tem o mesmo problema da versão de PS4.
| Resenha crítica     | Resenha crítica |
| ------------------- | --------------- |
| Publicação          | Nota            |
| Gamervision.com     | 10/10           |
| Boomtown.net        | 10/10           |
| Totalvideogames.com | 10/10           |
| Gamepro.com         | 5/5             |
| Psillustrated.com   | 9,8/10          |
| Everyeye.it         | 9,7/10          |
| Gameinformer.com    | 9,5/10          |
| Multiplayer.it      | 9,4/10          |
| Gamingxp.com        | 9,2             |
| 1up.com             | 9,1/10          |
| Eurogamer.net       | 9/10            |
| Ign.com             | 9/10            |
| Metacritic.com.     | 8.7/10          |